# Steven Merting
Steven Merting (* 4. November 1970 in Gotha) ist ein deutscher Schauspieler und Synchronsprecher.

## Leben
Aufgewachsen in Gotha, besuchte Steven Merting zuerst die Polytechnische Oberschule, anschließend die Erweiterte Oberschule. 1989 legte er sein Abitur an der Arnoldischule seiner Heimatstadt ab. Gefördert, hauptsächlich durch die Deutschlehrer, prägte sich zunehmend seine Lust am Theater, und so wurde er Mitglied eines Arbeitertheaters, was im weitesten Sinne der heutigen Off-Szene entspricht. Nach eineinhalb Jahren trat er dort aus, da er nur eine einzige Rolle bekam. Ein Jahr später wurde er Ensemblemitglied in einer Jugendtheatergruppe.
Parallel dazu gestaltete er das Schülertheater, natürlich unter der Mitwirkung der Lehrer- und Schülerschaft, durchaus intensiv mit. In vier verschiedenen Stücken war er nicht nur als Darsteller, sondern auch als Spielführer aktiv. Er bestand die Aufnahmeprüfung für das Schauspielstudium an der Theaterhochschule „Hans Otto“ in Leipzig, musste aber nach dem Abitur erst seinen Grundwehrdienst in der damaligen Nationalen Volksarmee antreten.
Nach einem halben Jahr war es ihm dank einer neuen Gesetzgebung möglich, den aktiven Dienst zu verlassen und die Restdienstzeit als Zivildienstleistender in einem Pflegeheim seiner Heimatstadt zu absolvieren. Nach vier Semestern Schauspielstudium an der Hans-Otto-Schule in Leipzig setzte er das Studium an der Studiobühne des Deutschen Nationaltheaters in Weimar fort. Am Anfang des letzten Studienjahres wurde er in das Schauspielensemble des Theaters übernommen. In vier Jahren spielte er dort Rollen wie Pylades in der Iphigenie auf Tauris, Demetrius in Shakespeares Ein Sommernachtstraum, Truffaldino in König Hirsch oder Amadeus und den Herrn Hans in Ionescos Die Nashörner.
Anschließend zog Steven Merting nach Berlin und begann freiberuflich zu arbeiten, auch beim Fernsehen. Seine erste Kinorolle hatte er bereits vor dem Schauspielstudium in Grüne Hochzeit von Herrmann Zschoche.
Bekannt geworden ist Merting als Tom Borkmann in der Sat.1-Krimi-Serie Wolffs Revier, den er von 1999 bis zur letzten Folge am 24. Mai 2006 verkörperte.

## Filmografie

### Als Schauspieler
- 1989: Grüne Hochzeit
- 1994: Polizeiruf 110: Kiwi und Ratte (Fernsehreihe)
- 1999: Im Namen des Gesetzes (Fernsehserie, eine Folge)
- 1999–2006: Wolffs Revier (Fernsehserie, 74 Folgen)
- 2000: Der Puma – Kämpfer mit Herz (Fernsehserie, eine Folge)
- 2002, 2008: Ein Fall für zwei (Fernsehserie, zwei Folgen)
- 2003: Der Ermittler (Fernsehserie, eine Folge)
- 2004, 2007: SOKO 5113 (Fernsehserie, zwei Folgen)
- 2006: Die Könige der Nutzholzgewinnung
- 2007: In aller Freundschaft Fernsehserie, Staffel 10, Folge 6: Wo das Gute beginnt
- 2007: Ein Fall für Nadja (Fernsehserie, eine Folge)
- 2008: Anna und die Liebe (Fernsehserie)
- 2008–2009: Wege zum Glück (Fernsehserie)
- 2009: Der Staatsanwalt (Fernsehserie, eine Folge)
- 2009: SOKO Wismar (Fernsehserie, eine Folge)
- 2010: Das geteilte Glück (Fernsehfilm)
- 2014: Tatort: Der sanfte Tod (Fernsehreihe)
- 2016: Tatort: Der große Schmerz (Fernsehreihe)
- 2017: Unter Verdacht – Die Guten und die Bösen (Fernsehreihe)

### Als Synchronsprecher (Auswahl)

#### Filme
- 2000: Detektiv Conan: Der Killer in ihren Augen – Yasuyuki Kase als Bekannter
- 2001: Detektiv Conan: Countdown zum Himmel – Katsuyuki Konishi als Tokiwa–Angestellter A
- 2004: Detektiv Conan: Der Magier mit den Silberschwingen – Nobutoshi Canna als Wachmann A
- 2008: The Garden of Sinners – Verbliebener Sinn für Schmerz – Shintaro Asanuma als Keita Minato
- 2009: Black Dynamite – Sean Christopher als Nipsy
- 2010: Wild Target – Sein schärfstes Ziel – Philip Battley als Barkeeper
- 2011: Higher Ground – Der Ruf nach Gott – Ebon Moss-Bachrach als Luke
- 2011: Fullmetal Alchemist – The Sacred Star of Milos – Shin’ichirō Miki als Roy Mustang
- 2012: Die Vollpfosten – Never Change a Losing Team – Sami Ameziane als Le Pen
- 2013: Fast & Furious 6 – Thure Lindhardt als Firuz
- 2013: CBGB – Julian Acosta als Johnny Ramone
- 2014: In guten wie in schlechten Zeiten – Jason Coleman als Sean
- 2015: Away and Back – Der Weg der Schwäne – David Haysom als Lars Hensel

#### Serien
- 2007–2013: Winx Club – Will Blagrove als Nabu
- 2009: Private Practice – Antonio Elias als Collin
- 2009: Prison Break – Reno Wilson als Wilson Wright
- 2010: Code Geass: Lelouch of the Rebellion R2 – Yoshiyuki Kouno als Gilbert G.P. Guilford
- 2011: Madoka Magica – Hideki Tasaka als Kyousukes Vater
- 2012: The Secret Life of the American Teenager – Andra Fuller als Kerl #1
- 2012: Doctor Who – Charlie Anson als Belevich
- 2012: High School D×D – Junichi Suwabe als Sirzechs Lucifer
- 2013: American Horror Story: Coven – Lyle Brocato als Dr. Wilson
- 2014: Navy CIS – Jeff Branson als Chad Hendricks
- 2014: Navy CIS: L.A. – Jeff Branson als Agent Jenkins
- 2014–2016: Chicago Fire – Brian Geraghty als Sean Roman
- 2014–2016: Chicago P.D. – Brian Geraghty als Officer Sean Roman
- 2015: Ninjago – Kirby Morrow als Paleman (auch Mr. Pale (1. Stimme))
- 2015–2016: Chicago Med – Brian Geraghty als Sean Roma
- 2018: Lost in Space – Verschollen zwischen fremden Welten als Don West
- 2022–2024: Sonic Prime als Dr. Eggman
- 2023: für Phoenix Raei als Dale in The Night Agent